# Hendrik (voornaam)
Hendrik is een voornaam van Germaanse origine.  De vrouwelijke variant is Hendrika, soms verkort tot Rika. Het eerste lid is moeilijk te duiden, maar is waarschijnlijk heim, "woonplaats", "erf" (zoals in heimwee). Het tweede lid is het veelvoorkomende Germaanse naamelement rik, "heerser", "koning", dat ook is terug te vinden in Grieks, Latijn (rex) en Oudiers (rig). Haimirich is een middelhoogduitse variant.
Hendrik is een veelvoorkomende keizers- en koningsnaam. Hij heeft zijn populariteit waarschijnlijk te danken aan keizer Hendrik II de Heilige.

## Varianten van de naam Hendrik
De namen die op -us eindigen zijn gelatiniseerde vormen. Hendrik is dus oorspronkelijker dan het Hendrikus.
Veel van onderstaande namen kunnen ook verkortingen zijn van andere namen die op -rik eindigen, zoals Diederik, Frederik enz.
| Nederlands - Driek - Dries - Drikus - Hein - Hendrik - Hendrikus (ook met c) - Henk - Hennik - Henny - Henrikus (ook met c) - Hens - Hindrik - Rick - Rieks - Riekus - Rijk - Rik | Catalaans - Enric Duits - Heine - Heiner - Heino - Heinrich - Heinz - Hendrik - Henner - Henning - Henrike - Hinrich - Hinz - Jendrik | Engels - Harry - Henry Esperanto - Henriko Frans - Henri (en Henriette) - Henry Gronings-Oostfries - Hinderk - Hinnerk Italiaans - Enrico Latijn - Henricus Noors - Henrik | Pools - Henryk Portugees - Henrique Spaans - Enrique - Quique Tsjechisch - Jindřich - Hynek Welsh - Harri Zweeds - Henrik |

## Beroemde personen met de naam Hendrik of Hendrika

### Heersers
Hertogen van Beieren
- Hendrik I (919/922-955), 948-955
- Hendrik II de Ruziezoeker (951-995), 955-976 en 985-995
- Hendrik III de Jonge (940-989), 983-985
- Hendrik IV = keizer Hendrik II de Heilige, 995-1004 en 1009-1017
- Hendrik V = Hendrik I van Luxemburg, 1004-1009 en 1018-1026
- Hendrik VI = keizer Hendrik III, 1027-1042 en 1047-1049
- Hendrik VII = Hendrik II van Luxemburg, 1042-1047
- Hendrik VIII = keizer Hendrik IV, 1053-1054 en 1077-1095
- Hendrik IX = Hendrik de Zwarte, 1120-1126
- Hendrik X = Hendrik de Trotse, 1126-1139
- Hendrik XI = Hendrik II van Oostenrijk, 1141-1156
- Hendrik XII = Hendrik de Leeuw, 1156-1180
- Hendrik XIII (1235-1290), 1253-1290 - van Neder-Beieren
- Hendrik XIV de Oude (1305-1339), 1310-1339 - van Neder-Beieren, samen met Hendrik XV en Otto IV
- Hendrik XV de Natternberger (1312-1333), 1312-1333 - van Neder-Beieren, samen met Hendrik XIV en Otto IV
- Hendrik XVI de Rijke (ca. 1386-1450), 1393-1450 - van Beieren-Landshut

Hertogen van Brabant en Neder-Lotharingen
- Hendrik I (1165-1235), 1183-1235, Neder-Lotharingen vanaf 1190
- Hendrik II (1207-1248), 1235-1248
- Hendrik III (ca. 1231-1261), 1248-1261
- Hendrik IV (1253-ca. 1272), 1261-1267

Koningen van Castilië
- Hendrik I (1203-1217), 1214-1217
- Hendrik II de Weldadige Schenker (1333-1379), 1369-1379
- Hendrik III de Lijder (1379-1406), 1390-1406
- Hendrik IV de Machteloze (1425-1474), 1454-1474, ook van León

Koningen van Engeland
- Hendrik I (ca. 1068-1135), 1100-1135
- Hendrik II (1133-1189), 1154-1189
- Hendrik III (1207-1272), 1216-1272
- Hendrik IV (1367-1413), 1399-1413
- Hendrik V (1387-1422), 1413-1422
- Hendrik VI (1421-1471), 1422-1461 en 1470-1471
- Hendrik VII (1457-1509), 1485-1509
- Hendrik VIII (1491-1547), 1509-1547

Koningen van Frankrijk
- Hendrik I (1008-1060), 1031-1060
- Hendrik II (1519-1559), 1547-1559
- Hendrik III (1551-1589), 1574-1589, tevens koning van Polen en grootvorst van Litouwen (1573-1574)
- Hendrik IV (1553-1610), 1589-1610, tevens (als Hendrik III) koning van Navarra (1572-1610)

Stadhouders van Groningen, Friesland en Drenthe
- Hendrik Casimir I (1612-1640), 1632-1640
- Hendrik Casimir II (1657-1696), 1664-1696

Keizers of koningen van het Heilige Roomse Rijk
- Hendrik I de Vogelaar (ca. 876-936), 919–936 (alleen Oost-Francië)
- Keizer Hendrik II de Heilige (972/8-1024), 1014-1024
- Keizer Hendrik III 'de Vrome' of 'de Zwarte' (1017-1056), 1046-1056
- Keizer Hendrik IV (1050-1106), 1084-1105
- Keizer Hendrik V (1081-1125), 1105-1125
- Keizer Hendrik VI (1165-1197), 1191-1197
- Hendrik VII (Rooms-koning) (1211-1242), 1222-1235
- Hendrik Raspe (1204-1247), tegenkoning 1246-1247
- Hendrik VII van Luxemburg (1275-1313), 1308-1313

Graven van Leuven
- Hendrik I (?-1038), 1015-1038
- Hendrik II (ca. 1020-1078), 1054-1078, ook van Brussel
- Hendrik III (?-1095), 1078-1095, ook van Brussel
- Hendrik IV = Hendrik III van Brabant, 1248-1261

Prins-bisschoppen van Luik
- Hendrik I van Verdun (11e eeuw), 1071-1091
- Hendrik II van Leyen (12e eeuw), 1145-1164
- Hendrik III van Gelre (?-1285), 1247-1274, afgezet
- Maximiliaan Hendrik van Beieren (1621-1688), 1650-1688

Graven van Luxemburg
- Hendrik I (964-1026), 998-1026
- Hendrik II (990-1047), 1026-1047
- Hendrik III (1070-1096), 1086-1096
- Hendrik IV = Hendrik I van Namen, 1136-1196
- Hendrik V de Blonde (1221-1281), 1247-1281
- Hendrik VI (1252-1288), 1281-1288
- Hendrik VII (1275-1313), 1288-1310

Markgraven van Namen
- Hendrik I de Blinde (ca. 1112-1196), 1139-1190
- Hendrik II (1206-1229), 1226-1229

Graven van Nassau
- Hendrik I (?-1167), ca. 1158
- Hendrik II de Rijke (ca. 1190-ca. 1247), 1198-ca. 1247
- Hendrik III = Hendrik I van Nassau-Siegen ((ca. 1270-1343), 1270-1343 - tevens graaf van Nassau-Siegen
- voor andere Hendrikken van Nassau, zie Hendrik van Nassau

Prins der Nederlanden
- Hendrik der Nederlanden de Zeevaarder (1820-1879), zoon van koning Willem II
- Hendrik van Mecklenburg-Schwerin (1876-1934), man van koningin Wilhelmina

Vorsten van Portugal
- Hendrik van Portugal de Kuise of de Koning-Kardinaal (1512-1580), koning van Portugal (1578-1580)
- Hendrik de Zeevaarder (1394-1460), Portugese prins en financierder van zeereizen

Bisschoppen van Utrecht
- Hendrik I van Vianden (?-1267), 1249-1267
- Hendrik II van Beieren (1487-1552), 1524-1529 - elect, tevens bisschop van Worms (1523-1552) en Freising (1541-1552)

### Overige personen
- Hendrik van de Wetering (1850-1929), Nederlands aartsbisschop;
- Hendrika van Tussenbroek (1854-1935), Nederlandse componiste;
- Rika De Backer (1923-2002), Vlaamse politica (CVP);
- Johannes Hendrikus Donner (1927-1988), Nederlandse schaakgrootmeester en publicist;
- Henny Huisman (1951), Nederlandse televisiepresentator;
- Henry Viáfara (1953), Colombiaanse voetballer;
- Hendrik Jan Kooijman (1960), Nederlandse hockeyer;
- Rick Hoogendorp (voetballer) (1975), Nederlandse voetballer;
- Enrique Iglesias (1975), Spaanse zanger;
- Henry Schut (1976), Nederlandse sportjournalist en televisiepresentator;
- Rik Van Steenbergen (1924-2003), Belgische wielrenner;
- Rik Torfs (1956), Vlaamse hoogleraar, kerkjurist, voormalig politicus;
- Henny Vrienten (1948-2022), Nederlandse zanger en bassist;
- Hendrik Hamel, Nederlandse zeevaarder;
- Hendrik Kuijpers, bestuurder Gevaert Photo-producten;
- Henri Bontenbal, fractievoorzitter en partijleider CDA.

## Hendrik in de taal
- Brave hendrik is een Nederlandse uitdrukking voor een braaf iemand en heeft dezelfde betekenis als brave borst.